# Nina Kulsza
Nina Hierasimauna Kulsza (biał. Ніна Герасімаўна Кульша, ros. Нина Герасимовна Кульша, Nina Gierasimowna Kulsza; ur. 12 stycznia 1957 w Chorsku) – białoruska nauczycielka i polityk, w latach 2008–2012 deputowana do Izby Reprezentantów Zgromadzenia Narodowego Republiki Białorusi IV kadencji.

## Życiorys
Urodziła się 12 stycznia 1957 roku we wsi Chorsk, w rejonie stolińskim obwodu brzeskiego Białoruskiej SRR, ZSRR. Ukończyła Brzeski Instytut Pedagogiczny im. A.S. Puszkina, uzyskując wykształcenie nauczycielki matematyki. Pracę rozpoczęła jako starsza wychowawczyni pionierów w Szkole Średniej w Osowie w rejonie stolińskim. Następnie pracowała jako wychowawczyni grupy rozszerzonego dnia, nauczycielka matematyki, zastępczyni dyrektora ds. pracy dydaktycznej w szkole średniej, dyrektor Państwowej Szkoły Ogólnokształcącej Nr 2 o Profilu Muzyczno-Chórowych w Stolinie. Pełniła funkcję deputowanej do Stolińskiej Rejonowej Rady Deputowanych, członkini prezydium Stolińskiego Rejonowego Oddziału Białoruskiego Związku Kobiet.
27 października 2008 roku została deputowaną do Izby Reprezentantów Zgromadzenia Narodowego Republiki Białorusi IV kadencji ze Stolińskiego Okręgu Wyborczego Nr 16. Pełniła w niej funkcję członkini Stałej Komisji ds. Oświaty, Kultury, Nauki i Postępu Naukowo-Technicznego. Od 13 listopada 2008 roku była członkinią Narodowej Grupy Republiki Białorusi w Unii Międzyparlamentarnej.

## Odznaczenia
- Podziękowanie Prezydenta Republiki Białorusi[1].

## Życie prywatne
Nina Kulsza jest mężatką, ma dwoje dzieci.